# Johann Edmund Gedult von Jungenfeld

Hofansicht des Jungenfeldschen Hauses in Mainz-Finthen mit dem Wappen des Weihbischofs

Johann Edmund Freiherr Gedult von Jungenfeld (* 2. September 1652 in Mainz; † 31. Juli 1727 ebenda) war ein deutscher katholischer Geistlicher und Weihbischof in Mainz.

## Leben
Johann Edmund Gedult von Jungenfeld stammte aus dem Adelsgeschlecht der Gedult von Jungenfeld. Sein Vater Johann Conrad Gedult von Jungenfeld (1625–1690) war ab 1649 Postmeister in Mainz. Er besuchte das Mainzer Gymnasium und begann sein Studium an der Universität Mainz, das er mit dem Magister Artium abschloss. Nach Empfang der niederen Weihen ging er 1671 an das Collegium Germanicum in Rom. Nach weiteren Studien wurde er 1674 in Rom zum Subdiakon und zum Diakon geweiht. Im April 1675 verließ er Rom, wurde in Mainz zum Priester geweiht und wurde am 4. Mai 1675 Propst von St. Peter und Dekan am Heiligkreuzstift in Mainz. 1678 resignierte er als Probst von St. Peter, blieb aber dort Kanonikus. Er wurde Domcellar am Liebfrauenstift. 1682 wurde er Scholasticus an St. Peter. 1683 wurde er Kanonikus am Liebfrauenstift und 1693 Dekan des Stifts.
Am 12. Februar 1703 wurde er zum Titularbischof von Mallus und Weihbischof des Erzbistums Mainz unter Erzbischof Lothar Franz von Schönborn ernannt und am 8. Juli 1703 von diesem zum Bischof geweiht. 
Gemäß der Aufzeichnungen im Schematismus Genealogicus, dem Jungendfeldschen Archiv und einem Extrakt aus dem Liber Consecrationum, Ordinationum caeterumque actuum pontificalium der Jahre 1703 bis 1727 spendete Weihbischof Gedult insgesamt 1.313 Priesterweihen, 1.330 Diakonats- und 1.414 Subdiakonatsweihen. Er weihte die Speyerer Bischöfe Heinrich Hartard von Rollingen und Damian Hugo von Schönborn sowie den Mainzer Weihbischof Johann Joachim Hahn (1718–1725) und den ersten Fuldaer Weihbischof Stephan von Cloth OSB. Ferner benedizierte er die Äbte Konrad Eiff und Anton Antoni von Arnsburg, Peter Schultheiß von Seligenstadt, Joseph Haberkorn von Amorbach und Jakob Münch von Ilbenstadt. Er konsekrierte oder benedizierte 30 Kirchen, 54 Altäre und viele Glocken und firmte 85.353 Gläubige.
Nach seinem Tode wurde er im Chor der Liebfrauenkirche in Mainz bestattet.
1719/20 ließ er das Jungenfeldsche Haus in Finthen erbauen und erwarb 1724 die Wiesenmühle (Flörsheim am Main).